# Національна дорога 8 (Польща)
Національна дорога 8 (пол. Droga krajowa nr 8, DK8) — національна дорога класів A, S та GP, що веде через Польщу від кордону з Чехією в Кудової-Здруї до Рачок поблизу Сувалки. Це польська ділянка міжнародної траси E67. Проходить через п'ять воєводств: Нижньошльонське, Великопольське, Лодзінське, Мазовецьке та Підляське. До грудня 2022 року це була найдовша національна дорога в Польщі. На ділянці Острув-Мазовецька — Варшава є частиною Via Baltica, на ділянці Варшава-Пйотркув-Трибунальський — частиною Геркувки.
З метою підвищення безпеки на дорогах державного значення у 2007 році ГДДКіА реалізувала програму «Дорога довіри». Національна дорога 8 у своєму руслі на той час вважалася найнебезпечнішою та ініціювала програму з гаслом: «Дороги довіри – безпечна вісімка». У 2008 році програма реалізувалася під гаслом «Дороги довіри — вісім безпечних» і охоплювала національні дороги під номерами 1–8.
У грудні 2022 року за розпорядженням генерального директора Державних доріг і автомагістралей було скорочено трасу державної дороги 8. Зараз маршрут закінчується в Рачках, на перехресті зі швидкісною дорогою S61, а подальший шлях через Сувалки до державного кордону в Будзіско включено до національної дороги 61.

## Швидкісна дорога S8
Середня частина траси, від автомагістралі А8 до Білостока, планується як швидкісна дорога.

## Дивись також
- Європейська траса E67
- Автострада А8